# 케니 지
케니 지(영어: Kenny G, 본명은 케네스 브루스 고어릭(영어: Kenneth Bruce Gorelick), 1956년 6월 5일 ~) 는 미국의 뉴에이지 음악가이자 색소폰 연주자이다. 대표곡으로는 〈Going home〉, 〈G-Bop〉 등이 있다.
1979년 미국 뉴욕 시티의 언더그라운드 라이브 클럽에서 색소포니스트 첫 데뷔한 그는 대한민국에서 국민들이 쉽게 이해하기 힘들고 접하기 어려운 연주음악을 친숙하게 느끼도록 만들었으며, 1990년대 중반 모 회사의 의류 CF에 그의 연주곡이 배경음악으로 삽입되면서 큰 인기를 얻었었다. 부드럽고 낭만적인 선율로 유명하다.

## 경력
미국 워싱턴주 시애틀에서 태어났다. 데뷔앨범 Kenny G 중 <Tell Me>가 호평을 받았으며, 1984년 2집 G-Force를 공개하여 리듬 앤 블루스 스타일의 <Hi, How ya Doin>과 <I've Been Missin You>를 히트시키면서 순회공연을 가졌다. 세계적인 명성을 확고히 한 4집 Duotones를 1986년에 공개했다.  세계적으로 히트한 <Songbird>를 내놓아 소프라노 색소폰의 아름다움을 널리 알린 케니 지는 2년 동안 세계 순회공연을 치른 다음 1988년에 5집 Silhouette을 내놓아 <Going Home>을 히트시켰다. 이어 영화 <Dying Young>의 사운드트랙을 발표했다. 1993년 4년 만의 스튜디오 앨범 Breathless를 발표하여 아름다운 <Forever In Love>를 히트시켰다.

## 음반 목록

### 앨범
- Kenny G (1982, Arista)
- G Force (1983, Arista)
- Gravity (1985, Arista)
- Duotones (1986, Arista)
- Shilhouette (1988, Arista)
- Live (1989, Arista)
- Breathless (1992, Arista)
- Miracles: The Holiday Album (1994, Arista)
- The Moment (1996, Arista)
- Greatest Hits (1997, Arista)
- Classics: in the Key of G (1999, Arista)
- Paradise (2002, Arista)
- Wishes: A Holiday Album (2002, Arista)
- Ultimete Kenny G (2003, Arista)
- At Last... The Duets Album (2004, Arista)
- The Greatest Holiday Classics (2005, Arista)
- The Essential Kenny G (2006, Arista)
- I'm in the Mood for Love... The Most Romantic Melodies of All Time (2007, Arista)
- Rhythm & Romance (2008, Concord)
- Heart & Soul (2010, Concord)

### 비디오
- Kenny G Live (1990, Arista)
- AN EVENING OF RHYTHM & ROMANCE (2009, Eagle Vision)

### 광고
- Tomboy (1991~93) → BGM - Going Home
- Inkel (1995) → BGM - Sentimental & Miracle

## 참고 문헌
- 이 문서에는 다음커뮤니케이션(현 카카오)에서 GFDL 또는 CC-SA 라이선스로 배포한 글로벌 세계대백과사전의 "케니 지" 항목을 기초로 작성된 글이 포함되어 있습니다.